# Pulau Selugu
Pulau Selugu ou Selegu est une île située au Sud de l'île principale de Singapour. 

## Géographie
Attenante à Sentosa, elle s'étend sur environ 600 m de longueur pour une largeur approximative de 350 m.